# First Division (Gambia)
La First Division o D1 è la massima competizione calcistica del Gambia, istituita nel 1969 e organizzata dalla Federazione calcistica del Gambia (GFF).

## Albo d'oro
- 1965-66:  Augustians
- 1966-67:  Augustians
- 1967-68:  Adonis
- 1968-69:  White Phantoms
- 1969/70:  Wallidan
- 1970/71:  Wallidan
- 1971/72: Sconosciuto
- 1972/73:  GPA
- 1973/74:  Wallidan
- 1974/75:  Real de Banjul
- 1975/76:  Wallidan
- 1976/77:  Wallidan
- 1977/78:  Real de Banjul
- 1978/79:  Wallidan
- 1979/80:  Starlight Banjul
- 1980/81:  Starlight Banjul
- 1981/82:  GPA
- 1982/83:  Real de Banjul
- 1983/84:  GPA
- 1984/85:  Wallidan
- 1985/86: Sconosciuto
- 1986/87:  Augustians
- 1987/88:  Wallidan
- 1988/89: Non terminato
- 1989/90: Sconosciuto
- 1990/91: Non disputato
- 1991/92:  Wallidan
- 1992/93:  Banjul Hawks
- 1993/94:  Real de Banjul
- 1994/95:  Wallidan
- 1995/96:  Banjul Hawks
- 1996/97:  Real de Banjul
- 1997/98:  Real de Banjul
- 1998/99:  GPA
- 1999/00:  Real de Banjul
- 2000/01:  Wallidan
- 2001/02:  Wallidan
- 2002/03:  GAF
- 2003/04:  Wallidan
- 2005:  Wallidan
- 2006:  GPA
- 2007:  Real de Banjul
- 2008:  Wallidan
- 2009:  GAF
- 2010:  GPA
- 2011:  Brikama Utd
- 2012:  Real de Banjul
- 2013:  Steve Biko
- 2014 :  Real de Banjul
- 2014-2015 :  Gamtel
- 2015-2016 :  GPA
- 2016-2017 :  GAF
- 2017-2018 :  Gamtel
- 2018-2019 :  Brikama Utd
- 2019-2020 : cancellato[1]
- 2020-2021 :  Fortune
- 2021-2022 :  Banjul Hawks
- 2022-2023 :  Real de Banjul
- 2023-2024 :  Real de Banjul
- 2024-2025 :  Real de Banjul

## Vittorie per squadra
| Squadra          | Città   | Vittorie | Anni                                                                                     |
| ---------------- | ------- | -------- | ---------------------------------------------------------------------------------------- |
| Wallidan         | Banjul  | 15       | 1970, 1971, 1974, 1976, 1977, 1979, 1985, 1988, 1992, 1995, 2001, 2002, 2004, 2005, 2008 |
| Real de Banjul   | Banjul  | 15       | 1972, 1974, 1975, 1978, 1983, 1994, 1997, 1998, 2000, 2007, 2012, 2014, 2023, 2024, 2025 |
| GPA              | Banjul  | 7        | 1973, 1982, 1984, 1999, 2006, 2010, 2016                                                 |
| GAF              | Banjul  | 3        | 2003, 2009, 2017                                                                         |
| Augustians       | Banjul  | 3        | 1966, 1967, 1987                                                                         |
| Banjul Hawks     | Banjul  | 3        | 1993, 1996, 2022                                                                         |
| Brikama Utd      | Brikama | 2        | 2011, 2019                                                                               |
| Gamtel           | Banjul  | 2        | 2015, 2018                                                                               |
| Starlight Banjul | Banjul  | 2        | 1980, 1981                                                                               |
| Steve Biko       | Bakau   | 1        | 2013                                                                                     |
| White Phantoms   | Banjul  | 1        | 1969                                                                                     |
| Adonis           | Banjul  | 1        | 1968                                                                                     |
| Fortune          | Farato  | 1        | 2021                                                                                     |

## Capocannonieri
| Anno    | Capocannoniere   | Squadra        | Reti |
| 2001/02 | Pa Amadou Gai    |                |      |
| 2003/04 | Demba Savage     | GPA            | 12   |
| 2008/09 | Pa Amadou Gai    | Bakau Utd      | 9    |
| 2012    | Modou Njie-Sarr  | Real de Banjul | 15   |
| 2016/17 | Mustapha Drammeh | Brikama Utd    | 15   |
| 2020/21 | Saikou Ceesay    | GAF            | 13   |
| 2021/22 | Osman Ceesay     | Falcons        | 11   |
| 2022/23 | Mustapha Drammeh | Brikama Utd    | 14   |